# Ю̆
Ю̆, ю̆는 키릴 문자의 하나이다. 이 글자는 북부 한티어의 카짐 방언과 슈리슈카르 방언에서 사용된다.